# Super Off Road
Ivan 'Ironman' Stewart's Super Off Road es un videojuego arcade lanzado en 1989 por Leland Corporation. Virgin Games distribuyó varias versiones para ordenadores domésticos en 1990. En 1991, la versión para NES fue publicada por Tradewest, subsidiaria de Ledlan Corporation tras las versiones para la mayoría de los formatos importantes caseros, incluyendo Mega Drive, SNES, Amiga y MS-DOS.

## Jugabilidad
En el juego, hasta tres jugadores (cuatro en la versión de NES a través del uso de NES Satellite o NES Four Score) compiten uno contra el otro o en equipo en carreras alrededor de varias las pistas con los interiores vistos desde arriba en camionetas practicando todoterreno. Hay ocho pistas diferentes (doce en la versión SMS y los dieciséis en los de SNES) y 99 carreras en total. Todas las carreras se corren más de una vez. El primer lugar gana puntos de jugador para continuar en el campeonato y dinero para mejorar su camioneta o comprar más nitro. El objetivo es llegar a la final de la temporada con la mayor cantidad de dinero ganado. Continuar está disponible, pero mientras que los jugadores pueden obtener dinero extra en la versión arcade, en las versiones caseras, el dinero del jugador se pone en cero. Este es uno de los primeros juegos donde el jugador podría actualizar su vehículo por los puntos o dinero que ganan (aunque en la serie Super Sprint de Atari Games, se podría mejorar usando llaves), un sistema que se utiliza en los juegos de carreras hoy en día.

## Licencia
En el juego de arcade original, los camiones de la CPU de color rojo, azul y amarillo eran  'conducidas' por "Madman" Sam Powell, "Hurricane" Earl Stratton y "Jammin'" John Morgan, respectivamente. Los nombres fueron tomados del equipo de desarrollo: Sam compuso la música, y  Earl y John fueron dos de los programadores de software. El paquete de canciones añadía "Steamin'" Steve High, y "Hot Rod" John Rowe, en representación de gráficos y de dirección de proyectos, respectivamente. Mediante el uso de estos nombres, esto significaba que la concesión de licencias no sería necesaria.
La versión de Super NES notable destacaba con la marca Toyota; el nombre y el logotipo se muestra en varias pistas, y música antes de la carrera se inspiró en el verso "I love what you do for me Toyota" ("Me encanta lo que haces por mí, Toyota"), el cual era utilizado como propaganda de la compañía en el momento del lanzamiento del juego. Esta versión también carecía de cualquier licencia o referencia a Ivan Stewart, en sustitución de él en lugar de con el después Mickey Thompson en la camioneta gris. La versión de NES tiene la etiqueta de Toyota en el cartucho, pero en el anuncio no está presente.
El juego no fue originalmente desarrollado o publicado por Williams, Midway, o Atari Games, sino por Leland Corporation (que fue adquirida por WMS Industries, la compañía que tenía los desarrolladores mencionados, en 1994). Tanto la versión Arcade del juego y su actualización "Track Pack" pueden ser encontrados en Midway Arcade Treasures 3. Sin embargo, no tiene la licencia de "Ironman" de Ivan Stewart , y se leconoce simplemente como "Super Off Road", con el coche equipo blanco, controlada por computadora y 'conducida' por "'Lightning' Kevin Lydy" (en los personajes originales de arcade, el coche blanco es "conducido" por Ivan Stewart). Mientras que Kevin Lydy es una persona real, no es un corredor de todo camino. Él es, de hecho, uno de los empleados gráficos en el juego de arcade original.

## Actualizaciones
El track pack era un consejo de add-on para las unidades de arcade que contiene ocho flamantes pistas: Shortcut, Cutoff Pass, Pig Bog, Rio Trio, Leapin' Lizards, Redoubt About, Boulder Hill y Volcano Valley. También dio la capacidad de nuevo elegir entre la camioneta normal o el buggy, ambos vehículos tenían diferentes características y añadían un elemento nuevo al juego.

## Secuelas
Super Off Road ganó una serie de secuelas, la primera se titulaba Super Off Road: The Baja. Fue lanzada para Super Nintendo y se basa en la carrera Baja 1000. El formato fue cambiado a una cámara en tercera persona en lugar de una cámara por encima. En 1997, una secuela de arcade fue lanzado, Off Road Challenge, que adoptó de nuevo el 3D en tercera persona y fue portado a la consola Nintendo 64 un año después. La segunda secuela Offroad Thunder fue lanzada en arcades en 1999, pero no fue adaptada a las consolas hasta la liberación de Midway Arcade Treasures 3 seis años después.